# Resolución 442 del Consejo de Seguridad de las Naciones Unidas
La resolución 442 del Consejo de Seguridad de las Naciones Unidas, adoptada por unanimidad el 6 de diciembre de 1978, después de examinar la solicitud de la Mancomunidad de Dominica para la membresía en las Naciones Unidas, el Consejo recomendó a la Asamblea General que Dominica fuese admitida.